# Spy Game – Der finale Countdown
Spy Game – Der finale Countdown ist ein Thriller aus dem Jahr 2001. Regie führte Tony Scott, das Drehbuch schrieben David Arata und Michael Frost Beckner. Robert Redford und Brad Pitt sind in den Hauptrollen als Nathan D. Muir und Tom Bishop zu sehen.

## Handlung
Nathan D. Muir, ein Agent der CIA, steht im Jahr 1991 kurz vor seiner Pensionierung. Am letzten Arbeitstag soll er seinen Vorgesetzten Auskunft über den ehemaligen Kollegen Tom Bishop geben, der in China verhaftet wurde.
In Rückblenden wird erzählt, wie Muir den viel jüngeren Bishop, einen Scharfschützen der U.S. Marines, im Vietnamkrieg kennenlernte, ihn später als Agenten anwarb und ihm zahlreiche Tricks beibrachte. Die beiden wurden zuerst in Ost-Berlin eingesetzt, wo sie einen Maulwurf in der US-amerikanischen Botschaft enttarnen mussten.
Ihr nächster gemeinsamer Einsatz ist eine Operation während des libanesischen Bürgerkriegs, wo sie einen Anschlag auf einen Islamistenführer verüben sollen, der eigens für eine medizinische Untersuchung durch seinen Leibarzt mit einem Schnellboot aus Zypern anreisen wird. Im Libanon lernt Bishop die britische Ärztin Elizabeth Hadley kennen und verliebt sich in sie. Muir findet allerdings heraus, dass Hadley international als Terroristin gesucht wird. Vor einigen Jahren verübte ihre Menschenrechtsgruppe einen Sprengstoffanschlag auf ein vermeintlich leerstehendes chinesisches Gebäude in London, bei dem unbeabsichtigterweise der Neffe des chinesischen Premierministers getötet wurde. Deshalb kann sie nicht nach Großbritannien zurück. Über Hadley bekommt Bishop Kontakt zum Leibarzt der Zielperson des Anschlags und organisiert ein Treffen mit Muir. Muir legt dem Arzt Beweise vor, dass der Tod seiner Eltern durch eine Kohlenmonoxidvergiftung vor einigen Jahren kein Unfall war, sondern ein Mordanschlag, hinter dem dieser Islamistenführer steckte, und kann den Arzt so zu einem tödlichen Giftanschlag auf die Zielperson während der anstehenden Untersuchung überreden.
Muir kann nicht riskieren, dass der Islamistenführer wieder abreist und untertaucht, und hatte als „Plan B“ mit der libanesischen Miliz einen Selbstmordanschlag auf die Zielperson mit einer Autobombe für den Fall organisiert, dass die Vergiftung scheitern sollte. Am Tag der geplanten medizinischen Untersuchung der Zielperson gelingt es Bishop aufgrund der bürgerkriegsbedingt chaotischen Zustände in der Stadt wegen neu aufgeflammter Kämpfe zwischen verfeindeten Gruppen nicht, den Arzt rechtzeitig zum vereinbarten Untersuchungstermin zu bringen. Als Bishop und der Arzt sich verspäten, löst Muir telefonisch Plan B aus. Bei der Explosion werden neben dem Islamistenführer viele Unbeteiligte und auch der mittlerweile vor Ort eingetroffene Arzt getötet. Bishop war mit der Vorgehensweise von Muir nicht einverstanden, lässt sich in eine andere Abteilung versetzen und bricht den Kontakt zu Muir ab. Als er Hadleys Wohnung aufsucht, ist sie leer, und er findet einen – wie sich später herausstellt, vom US-Geheimdienst gefälschten – Brief, in dem sie ihm den Laufpass gibt. Tatsächlich war Hadley wegen des Londoner Botschafts-Attentats im Zuge eines „Gegengeschäfts“ von Muir an den chinesischen Geheimdienst verraten worden.
Jahre später findet Bishop heraus, dass Hadley von den Chinesen entführt worden war und in einem Gefängnis in China festgehalten wird. Er wird schließlich verhaftet, als er versucht, sie aus diesem Gefängnis zu befreien, und soll in 24 Stunden hingerichtet werden. Die CIA könnte Bishop zu „einem von uns“ erklären und dadurch seine Freilassung erwirken. Die US-amerikanische Seite müsste sich dann allerdings Bishops Aktion als „unfreundlichen Akt“ zurechnen lassen, und die CIA-Führung befürchtet für diesen Fall diplomatische Verwicklungen. Um ein kurz vor dem Abschluss stehendes Handelsabkommen zwischen den USA und China nicht zu gefährden, zu dessen Unterzeichnung der US-Präsident eigens nach China reisen wird, entscheidet sich die Führung der CIA, Bishop zu opfern, zumal er auf eigene Faust gehandelt hat.
Muir, der sich für Bishop immer noch verantwortlich fühlt und ein schlechtes Gewissen hat, weil Bishop nur deshalb den Befreiungsversuch für Hadley unternehmen musste, weil Muir sie an die Chinesen verraten hatte, versucht zunächst mithilfe der Medien auf Bishop aufmerksam zu machen. Als dies misslingt, fälscht er die Unterschrift des CIA-Direktors unter einem von ihm selbst verfassten Befehl an ein Team der United States Navy SEALs, Hadley und Bishop aus dem Gefängnis zu befreien. Seine gesamten Ersparnisse verwendet er dafür, über einen alten Freund in Hongkong Mitarbeiter des örtlichen chinesischen Elektrizitätswerks zu bestechen, damit diese für die Zeit der Befreiungsaktion den Strom abschalten – damit handelt er gegen seinen eigenen Rat, den er seinem damals neu angeworbenen Agenten Bishop einmal abends in einer Bar gegeben hatte: Er solle sich eine Geldreserve zurücklegen und diese niemals für eine Kontaktperson antasten. Das Geld transferiert er auf ein Konto auf der Insel Grand Cayman.
Muirs Vorgesetzte misstrauen ihm zunehmend, überprüfen seine Telefonate und Kontobewegungen und beginnen Fragen wegen seiner vor wenigen Stunden vorgenommenen verdächtigen Auslandsüberweisung zu stellen. Muir gelingt es, sie zu überzeugen, dass er sich lediglich von seinen Ersparnissen ein Grundstück auf den Bahamas kaufen wolle. Auch die gleichzeitig ablaufende militärische Aktion zur Befreiung Bishops und Hadleys gelingt. Bishop erkennt schließlich am Codenamen der Operation („Dinner out“, ein zwischen Muir und Bishop erwähnter Fantasiename für eine private Beschaffung eines Geburtstagsgeschenks), dass sie von seinem ehemaligen Mentor initiiert worden war.

## Kritiken
Nell Minow schrieb auf movies.yahoo.com, im Film würden die Spione keine eleganten Sakkos tragen und keine Martinis trinken, sondern ihre Gehirne benutzen. Sie lobt die „fabelhaften“ („marvelous“) Darstellungen von Robert Redford und Brad Pitt sowie die Regie von Tony Scott. Auch Sascha Westphal in der Welt findet es keine oberflächliche Bildkomposition, was dem früheren Werbefilmer Tony Scott oft vorgeworfen wird, sondern bezeichnet den Film als ein Essay über den Zustand der Vereinigten Staaten nach dem Kalten Krieg.
TV Spielfilm schreibt über das „actionreiche Intrigenspiel im edlen Look“: „Schöne Bilder, schnelle Schnitte: Tony Scott greift für seine beiden Stars tief in die visuelle Trickkiste.“ Auch für Oliver Hüttmann im Spiegel und A. O. Scott in der The New York Times ist der Film ein visuelles Sperrfeuer bzw. erinnert an eine Sportwagen-Werbung, in welchem nur Robert Redford durch seine charismatische Art überzeugt.

## Auszeichnungen
Der Film wurde für die Toneffekte für den Motion Picture Sound Editors Golden Reel Award in zwei Kategorien nominiert.
Harry Gregson-Williams wurde für die Filmmusik für den Golden Satellite Award nominiert.
Die Deutsche Film- und Medienbewertung FBW in Wiesbaden verlieh dem Film das Prädikat „wertvoll“.

## Einspielergebnis
Bei Produktionskosten von 115 Millionen US-Dollar spielte der Film in den USA 62,3 Millionen US-Dollar und weltweit 143 Millionen US-Dollar ein und steht im Ranking der US-Kinofilme 2001 auf Platz 38. In Deutschland startete der Film am 14. März 2002; er erreichte eine Million Kinobesucher, spielte damit ca. 5,5 Millionen US-Dollar ein und landete ebenfalls auf Rang 38 des deutschen Kinofilm-Rankings 2002.